# یواس‌اس برین (دی‌دی-۶۳۰)
یواس‌اس برین (دی‌دی-۶۳۰) (به انگلیسی: USS Braine (DD-630)) یک کشتی بود که طول آن ۱۱۴٫۷ متر (۳۷۶ فوت) بود. این کشتی در سال ۱۹۴۳ ساخته شد.